# Shahganj
Shahganj é uma cidade  no distrito de Jaunpur, no estado indiano de Uttar Pradesh.

## Geografia
Shahganj está localizada a 24° 43′ N, 82° 57′ L. Tem uma altitude média de 303 metros (994 pés).

## Demografia
Segundo o censo de 2001, Shahganj tinha uma população de 24,595 habitantes. Os indivíduos do sexo masculino constituem 53% da população e os do sexo feminino 47%. Shahganj tem uma taxa de literacia de 64%, superior à média nacional de 59.5%: a literacia no sexo masculino é de 71% e no sexo feminino é de 57%. Em Shahganj, 16% da população está abaixo dos 6 anos de idade.